# Frades de la Sierra
Frades de la Sierra è un comune spagnolo di 255 abitanti situato nella comunità autonoma di Castiglia e León.